# Odontomachus affinis
Odontomachus affinis är en myrart som beskrevs av Guérin-Méneville 1844. Odontomachus affinis ingår i släktet Odontomachus och familjen myror. Inga underarter finns listade i Catalogue of Life.